# Nowa Lewica (chorwacka partia polityczna)
Nowa Lewica (chorw. Nova ljevica, NL) – chorwacka partia polityczna o charakterze socjalistyczno demokratycznym oraz socjaldemokratyczna. Promuje również antyfaszyzm, ekologię i progresywizm w kwestiach społecznych.

## Historia
Partia powstała w grudniu 2016 dzięki staraniom lewicowych intelektualistów i działaczy obywatelskich, w tym Dragana Markoviny, Zorana Pusicia, Vesny Teršelič, Nadeždy Čačinovič i Nikoli Devčića.
W marcu 2017 Nowa Lewica ogłosiła koalicję z lewicową partią polityczną Front Robotniczy na wybory lokalne w Splicie oraz Zagrzebiu. Później utworzyli koalicję na potrzeby wyborów do Zgromadzenia w Zagrzebiu z Možemo!, Zagreb je NAŠ!, Održivi razvoj Hrvatske oraz Za grad. Te same partie utworzyły Koalicję Zielonych i Lewicowych na wybory parlamentarne w 2020.